# Islam au Tibet
Il existe trois groupes principaux de musulmans au Tibet :
1. Les Kachee ;
2. Les Ouïghours ;
3. les Hui.

## Origine de l'Islam au Tibet
Les premiers contacts entre les peuples arabes et le Tibet se perdent dans la nuit des temps, bien que des variantes de noms du Tibet se trouvent dans des livres d'histoire arabes.
Sous le règne du calife omeyyade Umar ben Abd al-Aziz, une délégation de l'Empire tibétain et de la Chine des Tang lui demanda d'envoyer des missionnaires islamiques dans leurs pays, et Salah bin Abdullah Hanafi fut envoyé au Tibet. Entre les VIIIe et XIe siècles, les dirigeants abbassides de Bagdad maintinrent des relations avec le Tibet. 
Cependant, il y eut peu de prosélytisme de la part des missionnaires au début, même si nombre d'entre eux décidèrent de s'établir au Tibet et d'épouser une Tibétaine. Entre 710-720, durant le règne de Tridé Tsuktsen, les Arabes, qui étaient alors présents en plus grand nombre en Chine, commencèrent à apparaître au Tibet et s'allièrent aux Tibétains ainsi qu'avec les Turcs contre les Chinois. Sous le règne de Sadnalegs (799-815), aussi appelé Tride Songtsän (Khri lde srong brtsan), il y eut une longue guerre avec les puissances arabes à l'Ouest. Des Tibétains auraient capturé nombre de troupes arabes et les auraient enrôlées sur la frontière de l'est en 801. Les Tibétains combattirent aussi loin à l'Ouest qu'à Samarkand et Kaboul. Les forces arabes commencèrent à prendre le dessus, et le gouverneur tibétain de Kaboul se soumit aux Arabes et devint musulman vers 812 ou 815.

## Les Kachee ou Tibétains musulmans
Les Tibétains musulmans, aussi appelés les Kachee (Kache), constituent une petite minorité au Tibet. En plus d’être musulmans, ils sont classés comme tibétains[Par qui ?], au contraire des musulmans Hui, qui sont aussi appelés les Kyangsha ou Gya Kachee (musulmans chinois). Le terme tibétain de Kachee signifie littéralement « Cachemirien » et le Cachemire était appelé Kachee Yul (yul signifiant « pays » en tibétain).
Les musulmans tibétains sont répartis dans l'ensemble du Tibet, et la plupart d'entre eux se trouvent à Lhassa et à Shigatsé. Si ceux qui n'habitent pas la Région autonome du Tibet ne sont pas exclus, les groupes ethniques comme les Balti et les Burig, qui sont aussi d'origine tibétaine et se considèrent comme ethniquement tibétains, sont également musulmans. Cependant, ces groupes se trouvent d'une manière prédominante au Ladakh, contrôlé par l'Inde et au Baltistan, contrôlé par le Pakistan. 
Dans son ouvrage Sept ans d'aventures au Tibet, basé sur son séjour au Tibet à la fin des années 1940, Heinrich Harrer fait remarquer que la tolérance est une vertu importante des Tibétains qui respectent les différentes opinions religieuses. À Lhassa, les musulmans formaient une communauté importante qui disposait d'une mosquée, ils étaient libres de pratiquer leur religion. Originaires des Indes, ils se sont assimilés à la culture tibétaine. Leurs précurseurs demandèrent que leur épouses tibétaines se convertissent à l'islam, mais le gouvernement tibétain émit un décret autorisant les Tibétaines épousant des musulmans à conserver leur religion. Les Hui sont des musulmans chinois venant du Kokonor (Qinghai) et possédant également leur mosquée à Lhassa. 

### Histoire
La plupart des Kachee, les musulmans tibétains, descendent principalement de Cachemiriens et de Perses/Arabes/Turcs par un lignage patrilinéaire et sont aussi souvent des descendants d'autochtones tibétains par un lignage matrilinéaire, bien que l'inverse ne soit pas rare. Ainsi, nombre d'entre eux présentent un mélange de caractéristiques indo-iraniennes et indigènes tibétaines. 
Du fait de l'influence tibétaine, ils ont adopté des noms tibétains tout en conservant des noms de famille persans ou ourdous. Cependant, ceci n'est pas aussi fréquent que dans le cas des Burig et des Balti. Au Baltistan ou Baltiyul comme le dénomment les autochtones, les jeunes musulmans ont commencé à se nommer dans la langue tibétaine locale comme Ali Tsering, Sengge Thsering, Wangchen, Namgyal, Shesrab, Mutik, Mayoor, Gyalmo, Odzer, Lobsang, Odchen, Rinchen, Anchan, et ainsi de suite. Si la majorité des Khachee utilise le tibétain dans le langage courant, l'ourdou ou l'arabe sont toutefois utilisés pour les services religieux. 
Les musulmans tibétains qui ont fui en Inde ont obtenu la citoyenneté indienne du Gouvernement indien, lequel a considéré les musulmans tibétains comme des Cachemiriens et donc comme des citoyens indiens, contrairement aux autres réfugiés tibétains, qui ont un certificat de statut de réfugié.
Le XIIe siècle fut témoin d'une importante migration de commerçants musulmans en provenance du Cachemire et de l'Empire perse, la communauté la plus notable s'établit à Lhassa. Comme leurs prédécesseurs arabes, ces hommes épousèrent des Tibétaines, lesquelles adoptèrent la religion de leur mari. Le prosélytisme de l'islam se produisit tout d'abord au Baltistan et dans la vallée de la Suru du XIVe au XVIe siècle, convertissant la grande majorité des communautés tibétaines Burig et Balti. 
Surtout sous le règne de 5e dalaï-lama, les musulmans tibétains menèrent une vie relativement sans difficulté, et des privilèges particuliers leur furent octroyés, dans le sens qu'ils furent exemptés d'observer certaines règles religieuses bouddhistes. Au XVIIe siècle, une petite communauté de musulmans prospéra à Lhassa, exerçant principalement la profession de boucher. Le 5e dalaï-lama démontra sa tolérance pour les autres religions dans ses contacts avec l'islam au Tibet comme le mentionne Marc Gaborieau évoquant le séjour à Lhassa de Maulana Bashir Ahmad, un Kashmiri musulman. Pour qu'ils puissent y aménager un cimetière, le dalaï-lama donna aux Musulmans un champ qui est resté leur propriété.
Cependant, avec l'afflux d'immigrants cachemiriens du Ladakh et les conversions forcées de bouddhistes à l'islam, des conflits locaux entre Bouddhistes et Musulmans étaient fréquents, surtout à Leh. Il y eut même des cas où des membres du monastère de Soma Gompa et de la mosquée de Jama Masjid en vinrent à se combattre, provoquant ainsi en des tensions entre les membres bouddhistes et les membres musulmans d'une même famille.
Après l'exode tibétain de 1959, un groupe de musulmans tibétains demanda la nationalité indienne en se fondant sur leurs racines historiques au Cachemire, et le gouvernement indien déclara tous les musulmans tibétains citoyens indiens la même année. 

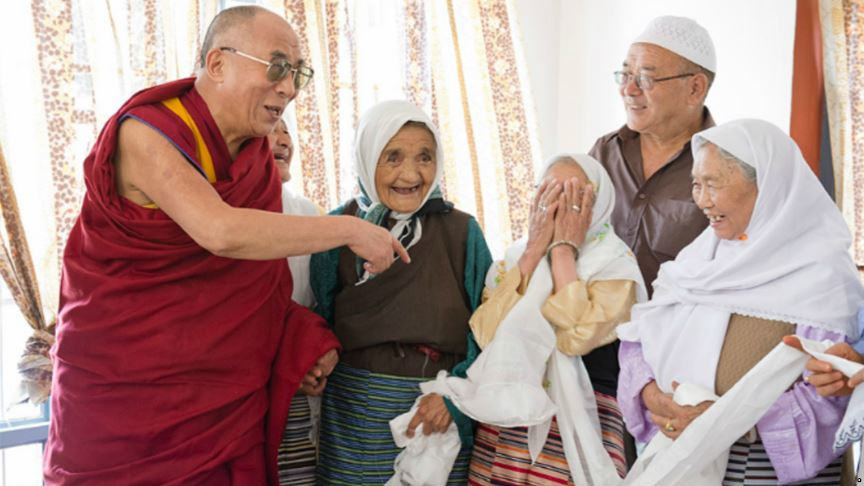
Le dalaï-lama avec des Musulmans tibétains en 2012

Les musulmans tibétains n'ont pu traverser la frontière tibéto-indienne que fin 1959. Entre 1961 et 1964, ils s'installèrent au Cachemire dans trois grands bâtiments de Srinagar fournis par le gouvernement indien. Le 14e dalaï-lama leur envoya un représentant, encouragea la constitution d'une association, la Tibetan Muslim Refugee Welfare Association, et les aida financièrement.
Il y a eu jusqu'à 4 mosquées à Lhassa, 2 à Shigatsé et 1 à Tsetang.
Actuellement à Lhassa, les musulmans tibétains habitent le quartier appelé Khache Lingka, situé sur la route de Drepung, à 3 km du palais du Potala, et regroupant deux mosquées, des habitations et un cimetière. C'est dans ce même quartier que les musulmans tibétains s’établirent au XVIIIe siècle. Selon les annales chinoises, 197 musulmans cachemiriens habitaient à Lhassa à cette époque.

### Culture
Actuellement, la plupart des musulmans tibétains suivent la tradition sunnite. Bien qu’ils soient d'une religion différente de celle de la majorité des Tibétains, les musulmans tibétains sont bien assimilés dans la communauté tibétaine. De leur côté, les Balti et les Burig ont partiellement adopté les coutumes afghanes. Les peuples Balti et Burig suivent surtout les traditions chiite et/ou soufie. 
Les musulmans tibétains ont apporté leur contribution à la culture tibétaine, notamment dans le domaine de la musique. Le Nangma, aussi appelé Naghma en ourdou (qui signifie la mélodie), désigne des chansons à tonalité aigüe qui furent très populaires auprès de tous les Tibétains. Les musulmans tibétains ont aussi adopté des coutumes tibétaines, notamment dans le domaine du mariage, bien qu'ils aient aussi strictement conservé leurs coutumes musulmanes. 
Les musulmans tibétains ont un style architectural original, qui est des plus remarquables chez les Ladakhi. Les mosquées, par exemple, incorporent un mélange pittoresque des styles persan et tibétain. Cela se manifeste dans leurs murs admirablement décorés, murs à fruit conçus pour résister aux tremblements de terre, et même des écharpes de Khata sont suspendues à l'entrée des mosquées. 
Une autre caractéristique intéressante de l'architecture musulmane tibétaine est que la mosquée entoure l'Imambara, petit bâtiment au dôme plaqué de feuilles de métal.

### Privilèges spéciaux
Les musulmans tibétains avaient leur propre mosquée à Lhassa et à Shigatse, et des terrains leur avaient été donnés pour enterrer leurs proches disparus. Le jour anniversaire de Bouddha, ils étaient exemptés du régime végétarien qui est obligatoire pour les pratiquants du bouddhisme tibétain (cette obligation n'a pas été levée pour les pratiquants de la tradition chamane Bön).[réf. nécessaire] Un Ponj (de l'ourdou/hindi Pancch signifiant comité de village ou Panchayat) était élu pour s'occuper des affaires de la communauté musulmane tibétaine. 
De plus, les musulmans étaient même exemptés de retirer leur chapeau devant les Lamas pendant la période de l'année où les Lamas portant un sceptre métallique régentaient la ville. Les musulmans se sont vu accorder le statut de Mina Dronbo, un statut qui invitait tous les Tibétains, quelle que soit leur religion, à commémorer l'accession aux pouvoirs spirituel et temporel de Lobsang Gyatso, le 5e dalaï-lama.

## Les musulmans Hui

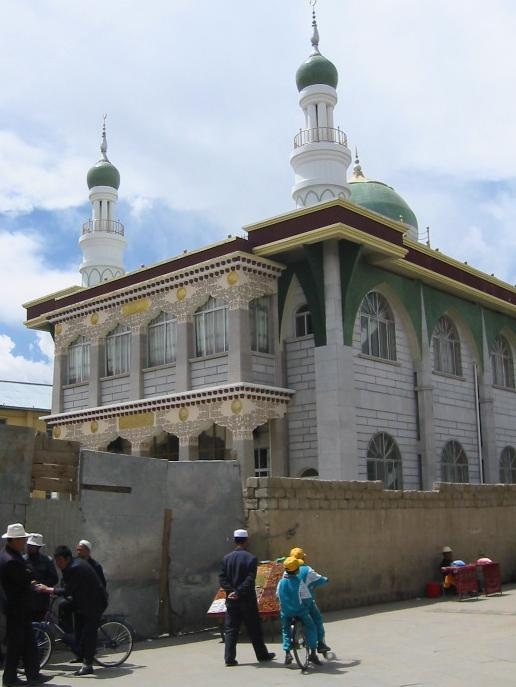
Mosquée de Gya Kache Lhakhang, aussi appelée mosquée principale de Lhassa

### Histoire
Au XVIIe siècle, des musulmans Hui chinois qui étaient des marchands de Ningxia s'installèrent à Xining, en Amdo, où ils épousèrent des Tibétaines. Ils développèrent des échanges commerciaux entre la Chine et le Tibet central, une partie d’entre eux s'installant par la suite à Lhassa et y formant une communauté musulmane distincte ayant sa propre mosquée et son propre cimetière,.
La mosquée des musulmans Hui, dénommée Gyal Lhakhang, encore la principale mosquée, se trouve à proximité de l'angle sud-est du Barkhor. La « rue musulmane » y conduit, qui est jalonnée de restaurants halal. Édifié en 1716, le Gyal Lhakhang fut agrandi en 1793 après sa destruction par un incendie et devint la plus grande mosquée de Lhassa. À nouveau incendiée par des rebelles armés lors du soulèvement de 1959, elle fut reconstruite l'année suivante. Le site comprend une salle d'assemblée, une maison de bains, un minaret, une cour et des résidences.
Selon Tubten Khétsun, il y eut une rébellion des musulmans Hui à Lhassa en 1961-1963.
Selon Alexander Berzin, la plupart des villes de l’Amdo sont maintenant principalement habitées par des musulmans Hui chinois, les Tibétains ayant été marginalisés dans les prairies.

### Sentiments anti-Hui au Tibet

#### Avant 1950
Selon Andrew Martin Fischer, avant la prise de pouvoir chinoise en 1950, il existait des relations harmonieuses entre les Tibétains et les petites communautés musulmanes Hui implantées à Lhassa et dans les villes du Tibet central. Cependant, des confrontations militaires eurent lieu dans l'Amdo entre les Tibétains et les seigneurs de guerre musulmans, et ce jusque dans les années 1940.

#### Après 1950
À la suite des réformes économiques des années 1980, les sentiments agressifs tibétains se sont dirigés de manière croissante contre la minorité musulmane au Tibet malgré le fait que les chinois Han représentent de loin la force d'exclusion principale dans l'économie locale. Ainsi, à la suite des affrontements entre Tibétains et Musulmans dans l'Amdo, la montée du sentiment anti-musulman s'est traduite en 2003 par un boycott régional des commerces musulmans
Selon Barbara Demick, journaliste au Los Angeles Times en poste à Pékin, des minorités ethniques de la Chine il en est peu qui s'entendent aussi mal entre elles que les Tibétains et les musulmans (principalement Hui). Ces dernières années, il y a eu des douzaines d'affrontements entre Tibétains et musulmans dans les provinces du Sichuan, du Gansu et du Qinghai mais aussi dans la région autonome du Tibet. On n'en parle guère dans les médias dépendant de l'État pour éviter de ternir l'image d'une société où cohabitent harmonieusement diverses ethnies. Citant Andrew Martin Fischer, auteur, en 2005, d'une étude sur la coexistence et les conflits entre Tibétains et musulmans, elle écrit que la communauté tibétaine exilée n'est guère encline non plus à en parler car cela pourrait faire du tort à l'image internationale des Tibétains. C'est ainsi que lors des émeutes du 14 mars 2008 à Lhassa, nombre des magasins et des restaurants attaqués et détruits par les bandes d'émeutiers étaient tenus par des musulmans. Un groupe d'émeutiers essaya même de prendre d'assaut la principale mosquée de la ville, parvenant à mettre le feu à l'entrée principale. Au moment des événements, un homme d’affaires chinois anonyme rapporta que la plupart des établissements chinois et musulmans Hui avaient été visés et que nombre de boucheries Hui avaient été incendiées, ainsi que des papeteries, des banques et le marché de gros de Tsomtsikhang (Chomsigka) où de nombreux magasins sont tenus par des musulmans chinois et Hui. Cependant, les biens des commerçants Han et Hui n'avaient pas été les seuls à être touchés : à ce même marché, 21 maisons et 4 magasins appartenant à des Tibétains de souche furent aussi incendiés et détruits.
Selon l’Institut français des relations internationales, l'exaspération envers le pouvoir et difficultés économiques se sont mutuellement amplifiées au Tibet où la plupart des commerces appartiennent à des Chinois Han ou Hui, donnant à une fraction de la population tibétaine le sentiment d’être l’otage d’une politique économique et démographique qu’elle ne maîtrise pas. À cet égard, il est à noter l'existence de griefs économiques particuliers liés à l'essor du tourisme de masse à Lhassa : des « Tibétains se plaignent du fait que les marchands chinois y contrôlent désormais la plupart des magasins pour touristes dans le secteur de Barkhor » .
En 2009, l'Open Constitution Initiative (Gongmeng), un laboratoire d'idées d'avocats et d'universitaires chinois aujourd'hui fermé par les autorités, a mis en ligne sur l'Internet un rapport critiquant la politique du Gouvernement de la République populaire de Chine dans la Région autonome du Tibet, affirmant que la propagande est utilisée pour masquer les défauts de sa politique au Tibet, comme l'inégalité ethnique et la création d'« une aristocratie de fonctionnaires corrompus et grossiers »,. Malcolm Moore affirme qu'il offre une vision plus équilibrée de la situation au Tibet que les publications précédentes en Chine. Une traduction du rapport en anglais diffusée par International Campaign for Tibet indique que selon le Gongmeng, après les années 1990, les secteurs tibétains devinrent de plus en plus disparates. Le soutien de l'État se focalisa sur les villes et la construction d'infrastructures à grande échelle. L'investissement dans l'agriculture, l'industrie principale des Tibétains, était insuffisant. En interviewant des agriculteurs et des nomades dans le comté de Xiahe de la Préfecture autonome tibétaine de Gannan, Gongmeng constata qu’ils n’avaient pas obtenu de fonds pour augmenter leur production. Sans capital, ils ne purent ouvrir de magasins. Le long des rues les plus prospères, la plupart des magasins sont tenus par des Hui depuis plus de 10 ans et leurs familles sont à présent relativement prospères. À la suite du développement à grande échelle des infrastructures urbaines, du tourisme et du secteur tertiaire à Lhassa, l'économie a prospéré, et l'État a mis en place une stratégie de développement de l’économie et de l'emploi dans les secteurs tibétains. Un grand nombre de Han et de Hui ont créé de petites entreprises dans la restauration et l’industrie touristique. Ceux qui profitèrent le plus de cette économie prospère furent les migrants, les non-Tibétains ; et comme les Tibétains n’ont ni le capital ni les compétences, ils deviennent de plus en plus marginalisés. À Lhassa, les magasins d'artisanat autour du Barkhor sont tenus principalement par des Hui du Gannan et du Qinghai.
Selon Alexander Berzin, de nombreux marchands Hui installés au Tibet central ne s’intègrent pas à la population tibétaine et conservent leur langue et leurs coutumes. 
En 2006, le reporter Philippe Rochot, dans l'épisode 5 de son Itinéraire en terre d'islam de Chine, note qu'à Lingxia, au Gansu, marquant la limite entre populations musulmanes et populations tibétaines, « la tension entre les deux communautés n'est pas perceptible alors qu'au Tibet, on sent les populations hostiles à ces musulmans du Gansu qui viennent travailler à Lhassa et bâtissent des mosquées là où dominent les temples du bouddhisme tibétain ».

## Les Salars
Les Salars sont une autre ethnie musulmane du plateau tibétain, vivant dans l'actuelle province du Qinghai.